# Трунтаишевский сельсовет
Трунтаишевский сельсовет — административно-территориальная единица и сельское поселение (тип муниципального образования)  в Альшеевском районе Республики Башкортостан.
Образовано объединение Трунтаишевского и Сараевского сельсоветов.

## Население
| 2002  | 2009  | 2010  | 2012  | 2013  | 2014  | 2015  |
| ----- | ----- | ----- | ----- | ----- | ----- | ----- |
| 1968  | ↘1786 | ↘1462 | ↘1253 | ↘1190 | ↘1108 | ↘1045 |
| 2016  | 2017  | 2018  | 2019  | 2020  |       |       |
| ↘1024 | ↘979  | ↘935  | ↘915  | ↘873  |       |       |

Жители преимущественно татары (83 %).

## Состав сельского поселения
| № | Населённый пункт | Тип населённого пункта       | Население | Примечание      |
| - | ---------------- | ---------------------------- | --------- | --------------- |
| 1 | Трунтаишево      | село, административный центр | ↘1034     | татары          |
| 2 | Адамовка         | деревня                      | →1        | украинцы        |
| 3 | Устьевка         | деревня                      | ↘7        | русские         |
| 4 | Сараево          | село                         | ↘342      | татары          |
| 5 | Зарагат          | деревня                      | ↘0        | татары          |
| 6 | Ирик             | деревня                      | ↘16       | башкиры, татары |
| 7 | Хрусталёво       | деревня                      | ↘62       | татары          |

## История
Закон Республики Башкортостан от 19.11.2008 N 49-з «Об изменениях в административно-территориальном устройстве Республики Башкортостан в связи с объединением отдельных сельсоветов и передачей населённых пунктов», ст.1 гласил:
 "Внести следующие изменения в административно-территориальное устройство Республики Башкортостан:
 г) объединить Сараевский и Трунтаишевский сельсоветы с сохранением наименования «Трунтаишевский» с административным центром в селе Трунтаишево.
Включить село Сараево, деревни Зарагат, Ирик, Хрусталёво Сараевского сельсовета в состав Трунтаишевского сельсовета.

Утвердить границы Трунтаишевского сельсовета согласно представленной схематической карте.

Исключить из учётных данных Сараевский сельсовет;